# Crataegus aemula
Crataegus aemula är en rosväxtart som beskrevs av Chauncey Delos Beadle. Crataegus aemula ingår i hagtornssläktet som ingår i familjen rosväxter. Inga underarter finns listade i Catalogue of Life.